# Gołuń (jezioro)
Gołuń (kasz. Jezoro Gòłuń) – przepływowe jezioro rynnowe na Kaszubach Południowych, położone w województwie pomorskim, w powiecie kościerskim, w gminie Kościerzyna, w mezoregionie Bory Tucholskie.

## Charakterystyka
Jego powierzchnia wynosi 321 ha, długość 6 km. Połączone jest z jeziorami: Radolnym, Wdzydzkim, Jelenie i Słupinkiem, stanowiąc wraz z nimi akwen zwany potocznie Kaszubskim Morzem. Cały akwen objęty jest obszarem Wdzydzkiego Parku Krajobrazowego. Miejscowość znajduje się na turystycznym Szlaku Kamiennych Kręgów. Na Jeziorze Gołuń znajduje się wyspa "Trzepcyn" o powierzchni 0,28 ha (jedna z dziesięciu wysp kompleksu Jezior Wdzydzkich).